# Асинський сільський округ (Жамбильський район)
А́синський сільський округ (каз. Аса ауылдық округі, рос. Асинский сельский округ) — адміністративна одиниця у складі Жамбильського району Жамбильської області Казахстану. Адміністративний центр — село Асса.
Населення — 13496 осіб (2021; 9048 у 2009, 8216 у 1999, 8589 у 1989).
Станом на 1989 рік існувала Ассинська сільська рада (села Асса, Бірлесу-Єнбек, Ільїч, Октябр-Женіс, Рахат). 1993 року села Бірлесу-Єнбек та Шокай (колишнє Октябр-Женіс) утворили окремий Акбастауський сільський округ. 1997 року до складу Асинського сільського округу були включені ліквідовані Акбастауський сільський округ та Каракемерський сільський округ. 2001 року був відновлений Каракемерський сільський округ (з передачею до його складу також і села Ільїч), 2004 року був відновлений Акбастауський сільський округ.

## Склад
До складу округу входять такі населені пункти:
| Населений пункт | Старі назви | Населення, осіб (1989) | Населення, осіб (1999) | Населення, осіб (2009) | Населення, осіб (2021) |
| --------------- | ----------- | ---------------------- | ---------------------- | ---------------------- | ---------------------- |
| Асса, село      | -           | 8189                   | 7868                   | 8640                   | 12892                  |
| Рахат, село     | -           | 400                    | 348                    | 408                    | 604                    |